# Eric Stoltz
Eric Stoltz (Whittier, Califòrnia, 30 de setembre de 1961) és un actor, director i  productor de cinema estatunidenc. La seva filmografia principal com a actor inclou títols com Mask (1985), Some Kind of Wonderful (1987), Memphis Belle (1990), Singles (1992), Killing Zoe (1994), Pulp Fiction (1994), Donetes (1994), Rob Roy (1995), Jerry Maguire (1996), Anaconda (1997), A Murder of Crows (1999), Joc perillós (2001) i The Butterfly Effect (2004). Com a director ha fet els curtmetratges The Bulls (2005) i The Grand Design (2007), i dirigit episodis de les sèries de televisió Grey's Anatomy (2008) i Glee (2010-2012), entre d'altres.

## Biografia
Stoltz és fill d'Evelyn B. (Vawter), violinista i mestra d'escola morta el 1994, i Jack Stoltz, professor d'escola primària. Té dos germans grans, Catherine Stoltz (1954) i Susan R. Stoltz (1957). Es va criar en la Samoa Nord-americana i Santa Barbara, Califòrnia, on de nen guanyava diners tocant el piano en obres musicals locals. Va anar a la Universitat del Sud de Califòrnia, però va abandonar en el seu penúltim any.
El 1979 Stoltz es va unir a una companyia de teatre que va realitzar deu obres en el Festival de Edinburgh, Escòcia. El 1981 va tornar als Estats Units i va estudiar amb Stella Adler i Peggy Feury a Nova York, i poc després va aparèixer en la seva primera pel·lícula, Fast Times at Ridgemont High (1982). Originalment havia d'interpretar Marty McFly en Back to the Future (1985), va ser reemplaçat després de cinc setmanes de rodatge, quan Michael J. Fox (la primera opció del director per al paper) va estar d'acord a dividir el temps entre la pel·lícula i la sèrie en la qual treballava, Family Ties. El director, Robert Zemeckis, va declarar que a pesar que Stoltz tenia una actuació admirable, li faltava el toc d'humor que Zemeckis estava buscant. Part del muntatge original (preses en les quals Stoltz no apareix, però estava en el set) van ser utilitzades en la versió definitiva de la pel·lícula.
Durant la dècada de 1980 va generar interès (i va ser nominat al Globus d'Or) per interpretar a Rocky Dennis en Mask (1985) i Keith Nelson en Some Kind of Wonderful (1987) de John Hughes.
Durant els anys 90, va alternar una vegada i una altra produccions teatrals, televisió i cinema, conformant un eclèctic currículum que incloïa punt pel·lícules d'estudi com Pulp Fiction (1994) com a pel·lícules independents com The Waterdance (1992), guanyadora en el Festival de Cinema de Sundance. També va ser ajudant de producció en Say Anything... i Solters (ambdues de Cameron Crowe), i va ser productor de Bodies, Rest & Motion (1993), Sleep with Me (1994) i Mr. Jealousy (1997). A més va continuar actuant en teatres de Nova York, en obres de Broadway (Three Sisters, Two Shakespearean Actors, Arms and the Man) i off-Broadway (La importància de dir-se Ernesto, El zoo de cristall, Sly Fox i Our Town; per l'última, va ser nominat al Premi Tony).
A la televisió, va tenir un paper recurrent com el expromès del personatge de Helen Hunt en Mad About You (cinc capítols, 1994-1998), a més va treballar un any a Chicago Hope (1994) i va fer algunes pel·lícules per a televisió i cable com Inside (1996) (dirigida per Arthur Penn) i The Passion of Ayn Rand (1999) (amb Helen Mirren).
Al principi dels anys 2000, va protagonitzar La casa de l'alegria, al costat de Gillian Anderson, basada en la novel·la homònima d'Edith Wharton. Des de 2001 a 2002 va fer el paper del mestre i poeta anglès August Dimitri en la sèrie Once and Again d'ABC, on el personatge de Julia Whelan s'enamora d'ell. També va dirigir un capítol d'aquesta sèrie.
El 2003, va tenir el seu primer paper com a protagonista en televisió, en la sèrie Out of Order, que sèrie cancel·lada després de cinc capítols. El 2004 va interpretar a un pederasta en The Butterfly Effect; l'any següent va aparèixer com a estrella convidat en la comèdia de situació Will & Grace, interpretant a l'amant de Debra Messing. A més va treballar en tres capítols de Grey's Anatomy, on va interpretar a un assassí en sèrie; va dirigir dos capítols de la mateixa sèrie.
Va ser nominat al Premi Emmy pel seu treball com a director en My Horrible Year! (2001). També va dirigir un curtmetratge titulat The Bulls i el capítol millor situat de Law & Order (2005), titulat "Tombstone".

### Vida privada
Stoltz és membre de l'Actors Productions. Va viure amb l'actriu Ally Sheedy (a qui va conèixer a la universitat) fins a l'any 1983. Després amb l'actriu Jennifer Jason Leigh des de 1985 a 1989, i amb Bridget Fonda de 1990 a 1998.
El director Cameron Crowe i Stoltz es van fer amics en el set de Fast Times at Ridgemont High, i Crowe li va prometre papers en les seves pel·lícules, encara que no va poder treballar en Gairebé famosos, el seu nom apareix breument en una cartellera.

## Filmografia

### Cinema
- Fast Times at Ridgemont High (1982)
- Running Hot (1984)
- Surf II (1984)
- The Wild Life (1984)
- Code Name: Emerald (1985)
- The New Kids (1985)
- Mask (1985)
- Lionheart, el lluitador (Lionheart) (1987)
- Germana, Germana (1987)
- Some Kind of Wonderful (1987)
- Haunted Summer (1988)
- Manifesto (1988)
- Say Anything... (1989)
- La mosca 2 (The Fly II) (1989)
- Memphis Belle (1990)
- Money (1991)
- Solters (Singles) (1992)
- The Waterdance (1992)
- Naked in New York (1993)
- Bodies, Rest & Motion (1993)
- Donetes (Little Women) (1994)
- Pulp Fiction (1994)
- Sleep with Me (1994)
- Killing Zoe (1994)
- Kicking and Screaming (1995)
- The Prophecy (1995)
- Fluke (1995)
- Rob Roy (1995)
- Jerry Maguire (1996)
- 2 Days in the Valley (1996)
- Grace of My Heart (1996)
- Highball (1997)
- The Rocking Horse Winner (1997)
- Mr. Jealousy (1997)
- Anaconda (1997)
- Keys to Tulsa (1997)
- Hi-Life (1998)
- The Passion of Ayn Rand (1999)
- It's a Shame About Ray (2000)
- Jesus & Hutch (2000)
- Common Ground (2000)
- The House of Mirth (2000)
- The Simian Line (2000)
- Joc perillós (Harvard Man) (2001)
- Things Behind the Sun (2001)
- Les regles del joc (The Rules of Attraction) (2002)
- When Zachary Beaver Came to Town (2003)
- Happy Hour (2003)
- Childstar (2004)
- L'efecte papallona (2004)
- The Honeymooners (2005)
- Hello (2005)
- The Lather Effect (2006)
- The Grand Design (2007)
- Fort McCoy (2011)

### Televisió
- St. Elsewhere
- Frasier
- Mad About You
- Partners
- Hercules
- Chicago Hope
- Once and Again
- Llei i Ordre
- Out of Order
- El triangle de les Bermudes
- Will i Grace
- Medium
- Close to Home
- Anatomia de Grey
- Caprica, Daniel Graystone (2010)